# 로비 스튜어트
로비 레이 스튜어트(Robby Ray Stewart)는 한나 몬타나의 등장인물이다. 배역은 빌리 레이 사이러스이며, 마일리 스튜어트의 아버지로 나온다. 그의 직업은 전직 가수이다. 마일리 스튜어트에게 자상한 면이 많이 있다. 실제로 마일리 사이러스의 아버지이다.